# Chiesa di San Tommaso (Certaldo)

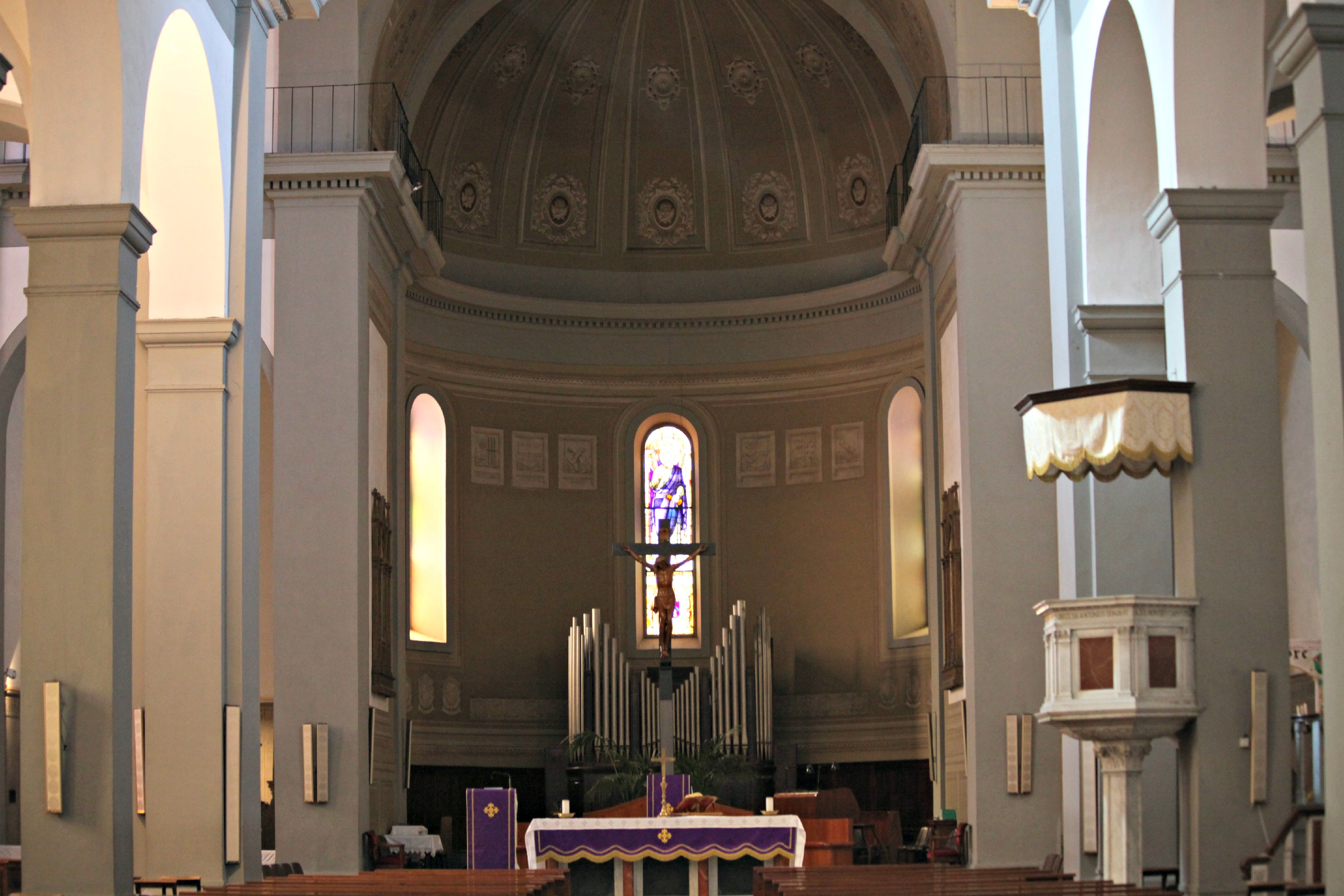
Interno

La propositura di San Tommaso è il principale luogo di culto cattolico di Certaldo, in provincia di Firenze, sede dell'omonima parrocchia appartenente all'arcidiocesi di Firenze; si trova nella centrale piazza Boccaccio, sulla quale si affaccia anche il municipio.
Fu inaugurata nel 1885, anche se i lavori per la sua costruzione iniziarono nel 1840. 
È stata restaurata nel 2017.

## Descrizione
Benché presenti una struttura esterna molto essenziale con una facciata a salienti, la chiesa ha un interno in stile neorinascimentale con una pianta a croce latina a tre navate, separate da due file di archi a tutto sesto poggianti su pilastri a pianta quadrangolare; la crociera è coperta da una cupola priva di tamburo e lanterna.
Nella cappella a destra dell'altar maggiore si conserva il Crocifisso risalente al XIV secolo, oggetto di preghiera e di venerazione da parte di beata Giulia Della Rena, un tempo nell'antica chiesa dei Santi Tommaso e Prospero, nel Borgo alto. La bolla del 22 settembre 1876 dell'arcivescovo di Firenze Eugenio Cecconi ne autorizzò lo spostamento.
Numerose sono le vetrate policrome tessute a piombo che si possono ammirare: furono costruite dalla ditta Bruschi di Firenze su pittura del prof. Bruno Bramanti tra il 1937 e il 1945.
- navata destra: Gesù Battezzato (1937), San Zanobi (1945), Santa Cecilia (1934), San Francesco (1945), Sant'Agnese (1937)
- navata sinistra: San Tarcisio (1937), San Domenico (1945), Beata Giulia (1945), Sant'Agostino (1935), Sant'Antonio (1937)
- transetto: San Luca (1937), San Giovanni (1937), San Marco (1937), San Matteo (1937)
- altari laterali: Sacro Cuore (1937), Madonna (1937)
- coro: San Giovanni Battista (1935), San Pietro (1937), San Lorenzo (1937)